# Liste der Stolpersteine in Erlenbach bei Dahn
Die Liste der Stolpersteine in Erlenbach bei Dahn enthält die Stolpersteine, die im Rahmen des gleichnamigen Kunst-Projekts von Gunter Demnig in Erlenbach bei Dahn verlegt wurden. Mit ihnen soll an die Opfer des Nationalsozialismus erinnert werden, die in Erlenbach bei Dahn lebten und wirkten.
Die letzte Verlegung fand am 21. November 2007 statt.

## Liste der Stolpersteine
| Name               | Adresse          | Bild | Inschrift                                             | Verlegedatum  | Biografie und Anmerkungen |
| ------------------ | ---------------- | --- | ----------------------------------------------------- | ------------- | ------------------------- |
| Friederika Samuel  | Hauptstraße 4b · | Bild gesucht Der Benutzer GeorgDerReisende ( Diskussion ) wünscht sich an dieser Stelle ein Bild vom Ort mit diesen Koordinaten 49.11253 7.861856 . Motiv: Hauptstraße 4b: die Stolpersteine für die Familie Samuel, die Lage und das Haus Falls du dabei helfen möchtest, erklärt die Anleitung , wie das geht. BW   | Hier wohnte Friederika Samuel geb. Teutsch Jg. 1868 … | 21. Nov. 2007 |                           |
| Jakob Samuel       | Hauptstraße 4b · | Bild gesucht Die Wikipedia wünscht sich an dieser Stelle ein Bild vom hier behandelten Ort. Falls du dabei helfen möchtest, erklärt die Anleitung , wie das geht. BW | Hier wohnte Jakob Samuel Jg. 1898 …                   | 21. Nov. 2007 |                           |
| Amalia Samuel      | Hauptstraße 4b · | Bild gesucht Die Wikipedia wünscht sich an dieser Stelle ein Bild vom hier behandelten Ort. Falls du dabei helfen möchtest, erklärt die Anleitung , wie das geht. BW | Hier wohnte Amalia Samuel Jg. 1906 …                  | 21. Nov. 2007 |                           |
| Bernhard Pfeiffer  | Hauptstraße 23 · | Bild gesucht Der Benutzer GeorgDerReisende ( Diskussion ) wünscht sich an dieser Stelle ein Bild vom Ort mit diesen Koordinaten 49.111738 7.85983 . Motiv: Hauptstraße 23: die Stolpersteine für das Ehepaar Pfeiffer, die Lage und das Haus Falls du dabei helfen möchtest, erklärt die Anleitung , wie das geht. BW | Hier wohnte Bernhard Pfeiffer Jg. 1867 …              | 21. Nov. 2007 |                           |
| Lina Pfeiffer      | Hauptstraße 23 · | Bild gesucht Die Wikipedia wünscht sich an dieser Stelle ein Bild vom hier behandelten Ort. Falls du dabei helfen möchtest, erklärt die Anleitung , wie das geht. BW | Hier wohnte Lina Pfeiffer geb. Stein Jg. 1881 …       | 21. Nov. 2007 |                           |
| Siegfried Pfeiffer | Hauptstraße 40 · | Bild gesucht Der Benutzer GeorgDerReisende ( Diskussion ) wünscht sich an dieser Stelle ein Bild vom Ort mit diesen Koordinaten 49.110394 7.85901 . Motiv: Hauptstraße 40: der Stolperstein für Siegfried Pfeiffer, die Lage und das Haus Falls du dabei helfen möchtest, erklärt die Anleitung , wie das geht. BW    | Hier wohnte Siegfried Pfeiffer Jg. 1908 …             | 21. Nov. 2007 |                           |